# Kalamari
Kalamari es una banda eslovena de rock integrada por Jože "Pepi" Jež (voz, guitarra), Matjaž Švagelj (guitarra, bajo, voz), Bogdan "Poly" Turnšek (batería, voz), Martin "Tine" Jelen (bajo) y Franci Čelhar (teclados, voz)

## Eurovisión 2010
Participaron junto al grupo Ansambel Roka Žlindre en el concurso EMA 2010 para representar a Eslovenia en el Festival de Eurovisión con la canción "Narodnozabavni rock". Se alzaron con el primer lugar en dicha competencia con una gran cantidad de votos. De sus cuatro integrantes, sólo Jože Jež Pepi y Matjaž Švagelj aparecieron en Eurovisión.
Finalmente, ambos grupos, se presentaron en la segunda semifinal, pero solo alcanzaron el 16° puesto (penúltimo lugar) con 6 puntos (5 puntos entregados por Croacia y 1 de Israel), quedando fuera de la final.

## Integrantes
- Jože Jež ("Pepi") (voz, guitarra)
- Matjaž Švagelj (guitarra, bajo, voz
- Bogdan Turnšek - Poly (batería, coros)
- Martin Jelen - Tine (bajo)
- Franci Čelhar (teclados, coz)

## Discografía
- Dobra vila (1996)
- S tabo držim (1998)
- V vetru rdečih zastav (1999)
- Popoldne (2001)
- Kalamari, deset let (2003)
- Lahko letiš (2006)
- Nariši veliko srce (2009)
- Narodnozabavni rock (2010)